# Atlas Cheetah
Atlas Cheetah, tudi Denel Cheetah, je južnoafriški enomotorni reaktivni lovec. Cheetah je nadgradnja francoskega Dassault Miraga III, deloma tudi izraelskega IAI Kfira. Z letalom so v preteklosti operirale Južnoafriške letalske sile, danes pa ga uporabljajo Ekvadorske letalske sile. Zgradili so tri verzije: 16  dvosedežnih Cheetah D, 16 enosedežnih Cheetah E in 38 enosedežnih Cheetah C. V JAR ga je nadomestil švedski Saab JAS 39 Gripen.
Cheetah za razliko od Miraga III uporablja kanarde. 

## Specifikacije (modelCheetah C)
Podatki iz Aerospaceweb.org — Aircraft Museum
Splošne karakteristike
- Posadka: 1
- Dolžina: 15,55 m (51,0 ft)
- Razpon kril: 8,22 m (26,97 ft)
- Višina: 4,50 m (14,76 ft)
- Površina kril: 35 m² (376,7 ft²)
- Teža praznega letala: 6600 kg (14550 lb)
- Maks. vzletna teža: 13700 kg (30200 lb)
- Pogon letala: 1 × Snecma Atar 9K50C-11 turboreaktivni motor z dodatnim zgorevajem, 7200 kp (71 N, 15900 lbf)
- Površina kanardov:  17,87 ft² (1,66 m²)

 Zmogljivost 
- Maks. hitrost: 

  - Na višini: Mach 2,2 (1460 mph, 2350 km/h)
  - Na nivoju morja: Mach 1,14 (865 mph, 1390 km/h)
- Doseg: 700 nmi (1300 km)
- Največji doseg: 1400 nmi (2600 km)
- Višina leta: 55755 ft (17000 m)
- Hitrost vzpenjanja: 45950 ft/min (14000 m/min)
- Obremenitev kril: 250 kg/m² (52 lb/ft²)

Oborožitev

- Strelno orožje: 2× 30 mm (1.18 in) DEFA 552 top, vsak 125 nabojev
- Rakete: 4× Matra nosilci raket, vsak z 18× SNEB 68 mm raket, ali 2× Matra JL-100 nosilci raket, vsak z 19× SNEB 68 mm in 250 L (66 US gal) rezervoar goriva
- Izstrelki: rakete zrak-zrak 2× Python 3, V4 R-Darter (BVR missile), U-Darter, V3C Darter ali Matra R530
- Bombe: 8800 lb (4400 kg) tovora na petih nosilcih